# Margattea perspicillaris
Margattea perspicillaris es una especie de cucaracha del género Margattea, familia Ectobiidae. Fue descrita científicamente por Karny en 1915.
Habita en Taiwán.